# Rhinoptera javanica
La raya caravaca de Java ( Rhinoptera javanica ) es una especie de batoideo de la familia Rhinopteridae. Se encuentra en el Indo-Pacífico frente a China, India, Indonesia, Irán, Japón, Madagascar, Malasia, Mozambique, Pakistán, Filipinas, Seychelles, Somalia, Sudáfrica, Sri Lanka, Taiwán, Tanzania, Tailandia, Vietnam y posiblemente Australia. Sus hábitats naturales son mares abiertos, mares poco profundos, lechos acuáticos submareales, arrecifes de coral, aguas estuarinas y lagunas salinas costeras.

## Conservación
La población de la raya nariz de vaca de Java ha experimentado alarmantes descensos en toda su área de distribución. En diversas regiones, se han registrado reducciones sustanciales que van del 50% al 79% en las últimas tres generaciones (equivalentes a 44 años). Los niveles elevados de explotación y la marcada disminución de elasmobranquios, incluidas las rayas, indican una situación crítica. La sobrepesca, especialmente en aguas chinas y vietnamitas, plantea serias preocupaciones para la supervivencia de esta especie.

## Amenazas

### Presiones pesqueras y sobreexplotación
La raya nariz de vaca de Java enfrenta grandes presiones pesqueras, tanto con capturas selectivas como incidentales, en toda su área de distribución. Estas presiones se originan en diversos métodos de pesca, incluidos los arrastreros demersales, las redes de cerco, las redes de enredo, las redes fijas, las redes de enmalle, los palangres, los palangres y el cerco danés. Las rayas a menudo se retienen para el consumo humano o se procesan para convertirlas en harina de pescado.

### Disminución de las poblaciones de peces y sobrepesca
En regiones específicas como el norte del Mar de China Meridional, la intensa sobrepesca ha provocado una drástica disminución de las poblaciones de peces a lo largo de los años. El uso de artes de pesca modernos, el aumento del número de buques pesqueros y los cambios en la composición de las capturas se han sumado a este problema. Con el aumento de la demanda de productos del mar, particularmente en países como China, las presiones sobre las poblaciones de peces están aumentando.

### Pesca ilegal, no declarada y no reglamentada
La pesca ilegal, no declarada y no reglamentada (INDNR) es un problema generalizado en la región del Indo-Pacífico. Las cifras de captura declaradas a menudo representan sólo una fracción de la captura real, lo que exacerba el problema de la sobrepesca y el agotamiento de las poblaciones de tiburones y rayas. Algunas áreas marinas protegidas (AMP) también se ven afectadas por altos niveles de pesca INDNR.